# Megachile macneilli
Megachile macneilli är en biart som beskrevs av Mitchell 1957. Megachile macneilli ingår i släktet tapetserarbin, och familjen buksamlarbin. Inga underarter finns listade i Catalogue of Life.